# Loehmann's
Loehmann's was een Amerikaans warenhuisketen die ontsond uit één winkel in Brooklyn, New York en uitgroeide tot een keten van warenhuizen met afgeprijsde artikelen. De keten was vooral bekend om zijn "Back Room", waar vrouwen die geïnteresseerd waren in mode, merkkleding konden vinden voor lagere prijzen dan in warenhuizen. Hoewel het grootste deel van de doelgroep historisch gezien uit vrouwen bestond, bood de keten ook schoenen, accessoires en herenkleding aan.
In december 2013 vroeg Loehmann's het faillissement aan en de opheffingsuitverkoop startte op 8 januari 2014. Nadat de voorraden verkocht waren, werden alle winkels gesloten en zette Esopus Creek, het private equity-fonds dat de rechten op de naam Loehmann had gekocht, het bedrijf voort als online retailer. Op 4 augustus 2018 beëindigde  loehmanns.com zijn activiteiten, na een periode waarin een pagina 'in aanbouw' werd getoond.

## Geschiedenis
In 1921 openden Frieda Loehmann, een voormalige inkoper van een warenhuis, en haar zoon Charles de eerste Loehmann's-winkel in een voormalige autoshowroom op de noordwesthoek van Bedford Avenue en Sterling Place in Brooklyn, New York. Ze kocht seizoensgebonden overtollige voorraden van topontwerpers uit New York en verkocht deze voor koopjesprijzen. Frieda weigerde uit te breiden naar meer winkels, maar haar zoon opende in 1930 een tweede winkel, ook Loehmann's genaamd, aan Fordham Road in The Bronx, waarbij hij dezelfde verkoopstrategie hanteerde. Frieda bleef de oorspronkelijke winkel runnen, kocht het gebouw en verhuisde naar de woonruimte erboven.
Kort na haar dood in 1962 werd de winkel aan de Bedford Avenue gesloten en ging het bedrijf van Charles C. Loehmann naar de beurs en breidde uit naar een groter gebied.
Loehmann's werd in 1983 overgenomen door Associated Dry Goods. In 1986 fuseerde The May Department Stores Company met Associated Dry Goods. Twee jaar later verkocht May Department Stores Company de keten met 77 vestigingen aan een investeerdersgroep onder leiding van het Spaanse bedrijf Sefinco Ltd. en de Sprout Group, een divisie van de Amerikaanse zakenbank Donaldson, Lufkin &amp; Jenrette.
In mei 1996 werd het bedrijf opnieuw naar de beurs gebracht.
Op het hoogtepunt in 1999 had het bedrijf ongeveer 100 winkels in 17 staten.

### Faillissementen
In mei 1999 vroeg Loehmann's uitstel van betaling aan, dat op 6 september 2000 werd afgewezen. In 2004 werd het bedrijf voor $177 miljoen overgenomen door Arcapita, een particuliere investeringsmaatschappij die bankiert volgens de islamitische wetten. In mei 2006 verkocht Arcapita Loehmann's voor $300 miljoen aan Istithmar, een private equity-bedrijf uit Dubai .
Op 15 november 2010 diende Loehmann's opnieuw een verzoek tot uitstel van betaling, nadat het bedrijf er niet in was geslaagd om een schulduitstel te bereiken met zijn schuldeisers. Vervolgens werd de sluiting van acht winkels aangekondigd.
Eind februari 2011 werd de faillissementsbescherming vanb Loehmann's opgeheven. Loehmann's meldde dat het $45 miljoen aan financiering had veiliggesteld en dat bij de herstructurering $110 miljoen aan langetermijn-obligatieschulden, $14 miljoen waren kwijtgescholden en dat er $23 miljoen aan andere kostenbesparingen waren gerealiseerd. 
Op 16 december 2013 vroeg Loehmann's opnieuw uitstel van betaling aan. Het had activa ter waarde van  $100 miljoen dollar en schulden ter waarde van  $500 miljoen dollar. Tijdens het faillissement in maart 2014 kocht Esopus Creek Value Series Fund LP  de intellectuele eigendomsrechten en het klantenbestand van Loehmann en kochten Tiger Capital Group, A&G Realty Partners en SB Capital Group de inventaris, het meubilair en de vorderingen. In 2017, nadat het huurcontract van Loehmann in Manhattan afliep, opende Barneys New York zijn winkel in het centrum van de stad op de locatie van Loehmann op Seventh Avenue en 16th Street in Chelsea. In het pand op deze locatie opende Barney Pressman in 1923 zijn discountzaak voor herenkleding. 
Op 8 januari 2014 begon Loehmann's met de laatste uitverkoop van alle winkels. Tijdens het liquidatieproces werden steeds meer winkels gesloten en werden de resterende voorraden naar de overgebleven winkels gebracht, totdat de curator de resterende voorraad had verkocht. Loehmann's sloot zijn laatste winkel op 26 februari 2014 en ging vanaf die datum uitsluitend online verkopen.